# 龍造寺胤家
龍造寺 胤家（りゅうぞうじ たねいえ）は、室町時代中期から戦国時代にかけての武将。九州千葉氏の家臣。

## 略歴
肥前国国人・龍造寺氏14代当主・龍造寺康家の長男として誕生。初名は家弘。のち主君・千葉胤朝（九州千葉氏）より偏諱を受けて胤家と改名。長男だったが、大内氏など近隣の諸大名に対する対外政策で家中に対立を起こし、それが原因で出奔した。このため、家督は弟・家和が継いだ。
その後は肥前各地を転々としたといわれる。